# Душко Радиновић
Душко Радиновић (Титоград, 8. фебруара 1963) је некадашњи фудбалер из Црне Горе. Године 1991. са Црвеном звездом је освојио титулу првака Европе у Барију.